# Miquel Torrent Mateu
Miquel Torrent Mateu (Banyoles, febrer de 1655 - 17 de juny de 1750) fill d'en Martirià Torrent, paraire de professió, i la Maria Mateu. Va néixer al bosc de la Bruguera quant els seus pares estaven de retorn a Banyoles després de passar el dia a la Mare de Déu de la Font de Fontcoberta. Fou batejat el dia 17 a l'església de Santa Maria dels Turers, pel capellà major Mer Tassi.
El 1678 va ser admès al Seminari de Girona, on va seguir fins a doctorar-se en Sagrada Teologia. Durant els anys 1690 i 1692 va aconseguir la càtedra de llatí de Banyoles a través d'unes oposicions. Aleshores es va fer càrrec de la capellania major de Santa Maria dels Turers, el 3 de març de 1692 va prendre possessió de la capellania. Va fer una tasca important en l'església ja que va posar en ordre els arxius parroquials i va consignar en grans manuscrits les dades referents a la hisenda de l'església de Santa Maria, els quals va il·lustrar amb abundants detalls geogràfics, històrics, biogràfics i estadístics. També va deixar un manuscrit on es recollien les controvèrsies tingudes entre l'església de Santa Maria dels Turers i el monestir de Banyoles i la seva església de Sant Esteve, anomenat 'Annuals cuestions y controversia contra la parroquial, insigne y venerable Iglesia de Santa Maria dels Turers de la Vila de Banyoles y dels Curats de ella ab anotació de alguns succesos dignes de memoria eterna, recopilats y observats por lo Sr. Miguel Torrent, capellà major y natural de dita vila, desde lo any 1691' que es conserva a l'Arxiu Comarcal del Pla de l'Estany.
L'any 1729, es va crear una Junta d'Estudis a Banyoles per tal d'aconseguir un millor funcionament de «la ensenyansa a la Vila», en Miquel Torrent va arribar a formar part, com a “protector”. L'any 1738, juntament amb el metge Francesc Llopis, va formar part del tribunal que va examinar els opositors al càrrec de Mestre de Gramàtica que s'havia quedat vacant.
Al final de la seva vida va llegar els seus béns per fundar dos beneficis amb seu a Santa Maria :
- El 1691 va instituir, amb 1.000 lliures, un personat benefici fundat per a la vida de tres o quatre persones que després es va convertir en una causa pia a la mateixa església.
- El 1739 havia creat els beneficis de Mare de Déu de l'Assumpció i de Sant Francesc Xavier, dotats amb el mas Martí de Corts i sobre els que el 1750, el mateix any de la seva mort, va augmentar el capital en 1.500 lliures de manera que s'assegurava un lloc a l'església de Santa Maria dels Turers per als futurs membres capellans de la nissaga Torrent.[3]